# كاستيلسيبريو (لومباردي)
كاستيلسيبريو هي بلدية تقع في مقاطعة فاريزي بإقليم لومباردي الإيطالي، على بُعد حوالي 35 كيلومترًا (22 ميلًا) شمال غرب مدينة ميلانو و11 كيلومترًا (7 أميال) جنوب فاريزي. تحدها البلديات المجاورة كايراتي، كارناغو، غورنيت-أولونا، ولونيت سيبينو.
يقع المركز الرئيسي لبلدية كاستيلسيبريو، المعروف سابقًا باسم فيكو سيبريو (وهو الاسم الذي لا يزال يُستخدم بشكل غير رسمي محليًا)، بالقرب من الآثار التاريخية الهامة لمدينة كاستيلسيبريو القديمة والعصور الوسطى. تقع هذه الآثار اليوم في منطقة أثرية مفتوحة للجمهور خلال ساعات العمل العادية. تشتهر المنطقة أيضًا باللوحات الجدارية البيزنطية الموجودة في كنيسة سانتا ماريا فوريس بورتاس الصغيرة، والتي تم إدراجها ضمن مواقع التراث العالمي لليونسكو منذ عام 2011.
يبلغ عدد سكان قرية كاستيلسيبريو الحديثة 1276 نسمة، وتغطي مساحة قدرها 3.9 كيلومتر مربع (1.5 ميل مربع).